# Zwartsteelvaalhoed
De Zwartsteelvaalhoed (Hebeloma sordescens) is een schimmel in de familie Hymenogastraceae. Hij vormt ectomycorrhiza met Berk (Betula) Fagus, Eik (Quercus) en Linde (Tilia). Hij komt voor in loofbossen en langs lanen op voedselrijke klei of leem, soms ook op zand.

## Kenmerken
De sporen meten (8,7) 9,0–13,7 × 5,0–7,2 (8,0) μm.

## Verspreiding
In Nederland komt de zwartsteelvaalhoed matig algemeen voor.